# Disoleatura delle acque reflue
La disoleatura delle acque reflue è uno dei trattamenti meccanici preliminari a cui vengono sottoposte le acque di scarico all'ingresso degli impianti di depurazione per rimuovere e ridurre i materiali sospesi e galleggianti. In alcuni casi particolari, come per le acque di pioggia o lo scarico a mare, tali trattamenti non hanno carattere preliminare, ma possono costituire l'unico intervento prima della dispersione dei reflui nell'ambiente.
La disoleatura in particolare consiste nella rimozione di oli, grassi, particelle di materiali sintetici e altri materiali leggeri che sono ordinariamente presenti nei liquami urbani.
Si tratta di materiali indesiderati, in quanto diminuiscono l'ossigenazione del liquame e causano l'accumulo di schiume nei bacini di trattamento che si trovano a valle dell'impianto, in zone dalle quali sono difficilmente asportabili.
Oli e grassi possono presentarsi in forma di agglomerati come granuli insolubili,  di dimensioni fino ad alcuni cm3; in tal caso la metabolizzazione da parte dei batteri è lenta, non vengono separati per la loro bassa densità specifica nei decantatori e fuoriescono con l'effluente incrementando tra l'altro i valori di BOD e COD.

## Sistemi di disoleatura
Oli e grassi sono sostanze con peso specifico inferiore all'acqua, quindi in assenza di moto turbolento dei liquami tendono a separarsi naturalmente, affiorando in superficie.
Il sistema più semplice per l'asportazione consiste in genere in una vasca di calma fornita di setti che impediscono la dispersione dei galleggianti.
In impianti dotati di dissabbiatori longitudinali (specie se aerati) la disoleatura viene attuata nello stesso manufatto, configurato con opportune opere di separazione e sistemi di raccolta.
Il bacino è infatti solitamente dotato di un carroponte pulitore traslante: nella parte inferiore è dotato di una raschia di fondo che provvede alla raccolta delle sabbie, e nella parte superiore ha una lama di superficie per la raccolta dei galleggianti. 
Le sostanze galleggianti che flottano in superficie sono sospinte dal movimento dell'acqua dietro una parete tuffante, disposta longitudinalmente alla vasca, per essere quindi allontanate dalla lama di superficie, che le sospinge in un pozzetto di raccolta. Da questo vengono periodicamente estratte per poi essere smaltite come rifiuto.
Negli impianti dotati di sezioni di grigliatura fine, una parziale disoleatura viene effettuata dalle griglie stesse, nelle quali i grassi vengono trattenuti e formano piccoli grumi.
In alcuni impianti la sezione di disoleatura può essere progettata con funzione di manufatto “di emergenza”, per far fronte a eventuali sversamenti massicci, accidentali o abusivi, di rifiuti, quali ad esempio residui di olio combustibile.
In tal caso costituisce un punto di raccolta principale; va dotata quindi di specifici sistemi di estrazione, manuali per i piccoli impianti e automatizzati per quelli di dimensioni maggiori (pompe galleggianti, separatori..).
Per le applicazioni nelle quali la separazione naturale delle sostanze leggere non avvenga in maniera sufficiente o siano richieste efficienze di rimozione più spinte, si deve ricorrere alla flottazione: nel liquame da trattare viene immessa aria finemente dispersa, in bolle che tendono ad aderire alle particelle sospese rendendo il peso specifico dei “fiocchi” così formati inferiore a quello dell'acqua e portando così in superficie i materiali da raccogliere
Il rendimento della flottazione può essere incrementato con l'aggiunta di coagulanti e flocculanti, che facilitano l'aumento delle dimensioni e la resistenza meccanica dei fiocchi.

## Applicazioni
Pre-trattamento negli impianti di trattamento delle acque reflue urbane e di varie tipologie di scarichi industriali
La flottazione è un trattamento chimico-fisico tradizionale e consolidato che ha come obiettivo la rimozione dei contaminanti in sospensione a bassa densità, quindi costituisce un trattamento alternativo alla disoleatura.
Alcune tecnologie attuali prevedono invece l'applicazione della flottazione come sostituzione migliorativa della sedimentazione primaria. Il vantaggio in quest'uso
risiederebbe in un minore impegno di spazio conseguente ai più elevati carichi idraulici applicabili e alla possibilità di sostituire contemporaneamente anche le fasi della dissabbiatura, almeno per carichi di inerti non eccessivi, e della preaerazione.
Inoltre, può consentire una tecnologia per migliorare impianti esistenti che risultassero carenti nella fase primaria.